# Громадский, Константин Юрьевич
Константи́н Ю́рьевич Грома́дский (род. 1 июня 1972) — советский и украинский легкоатлет, специалист по бегу на короткие дистанции. Выступал за сборные СССР и Украины по лёгкой атлетике в начале 1990-х годов, чемпион Европы среди юниоров, обладатель серебряной медали юниорского чемпионата мира, чемпион Украины в беге на 100 метров, призёр первенств всесоюзного и республиканского значения. Представлял Киев и физкультурно-спортивное общество Профсоюзов.

## Биография
Константин Громадский родился 1 июня 1972 года. Занимался лёгкой атлетикой в Киеве, выступал за Украинскую ССР и физкультурно-спортивное общество Профсоюзов.
Первого серьёзного успеха на международном уровне добился в сезоне 1990 года, когда вошёл в состав советской сборной и выступил на юниорском мировом первенстве в Пловдиве, где дошёл до стадии полуфиналов в индивидуальном беге на 100 метров и вместе с соотечественниками Сергеем Иншаковым, Виталием Семёновым и Александром Горемыкиным выиграл серебряную медаль в эстафете 4 × 100 метров, установив при этом всесоюзный юниорский рекорд — 39,58.
В феврале 1991 года стал серебряным призёром в беге на 60 метров на соревнованиях в Киеве, установив ныне действующий юниорский рекорд Украины в данной дисциплине — 6,63, тогда как в мае одержал победу в беге на 100 метров на соревнованиях в Луганске. Принимал участие в юниорском европейском первенстве в Салониках — получил серебро в дисциплине 100 метров и завоевал золото в эстафете 4 × 100 метров (его партнёрами были Александр Порхомовский, Сергей Осович и Виталий Семёнов).
После распада Советского Союза Громадский ещё в течение некоторого времени оставался действующим спортсменом и продолжал выступать на различных легкоатлетических стартах в составе украинской национальной сборной. Так, в 1992 году он стал чемпионом Украины в беге на 100 метров, с личным рекордом 10,29 выиграл серебряную медаль на международных соревнованиях в немецком Ульме.